# Okada Saburōsuke

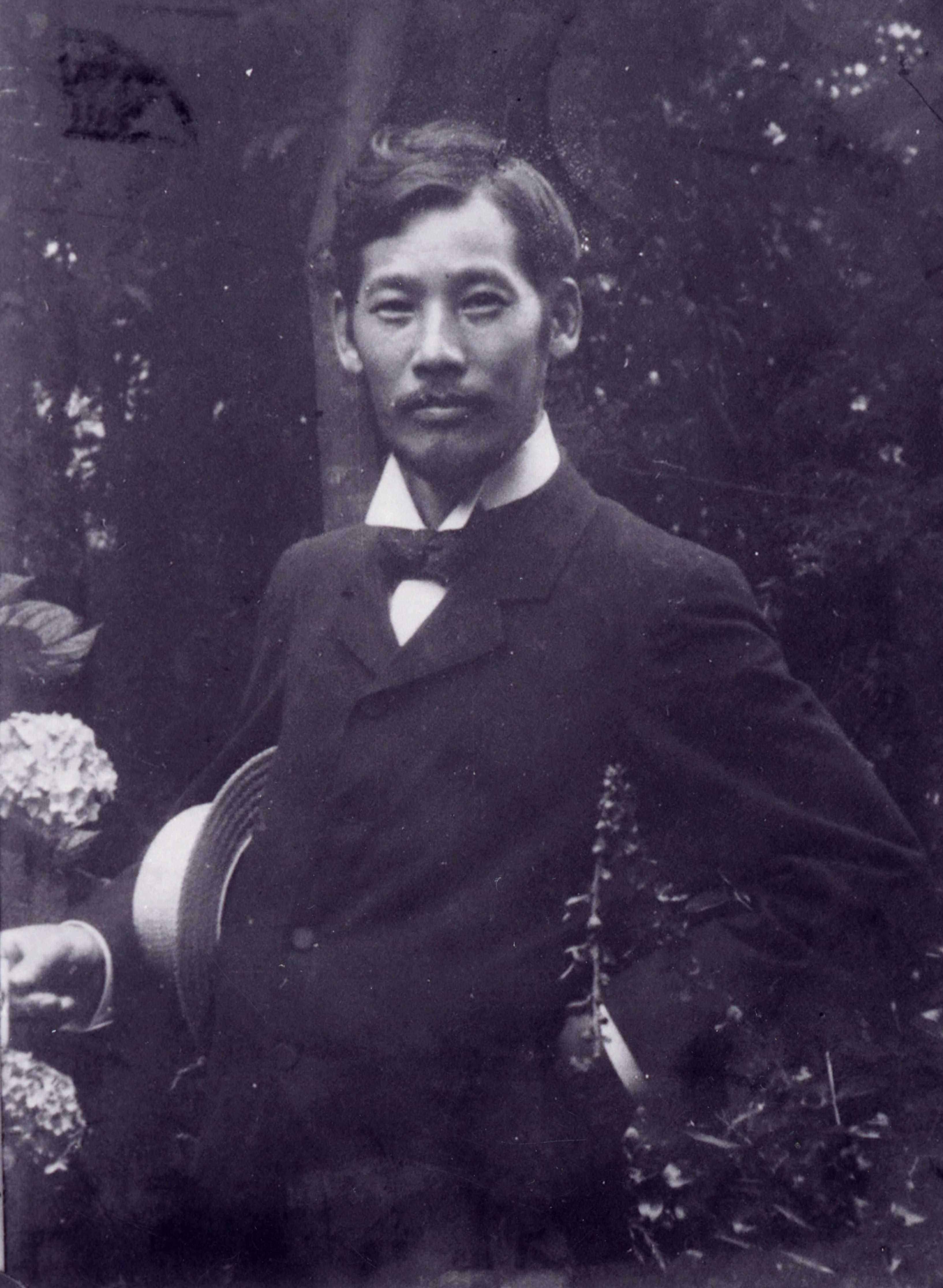
Okada Saburōsuke (1906)

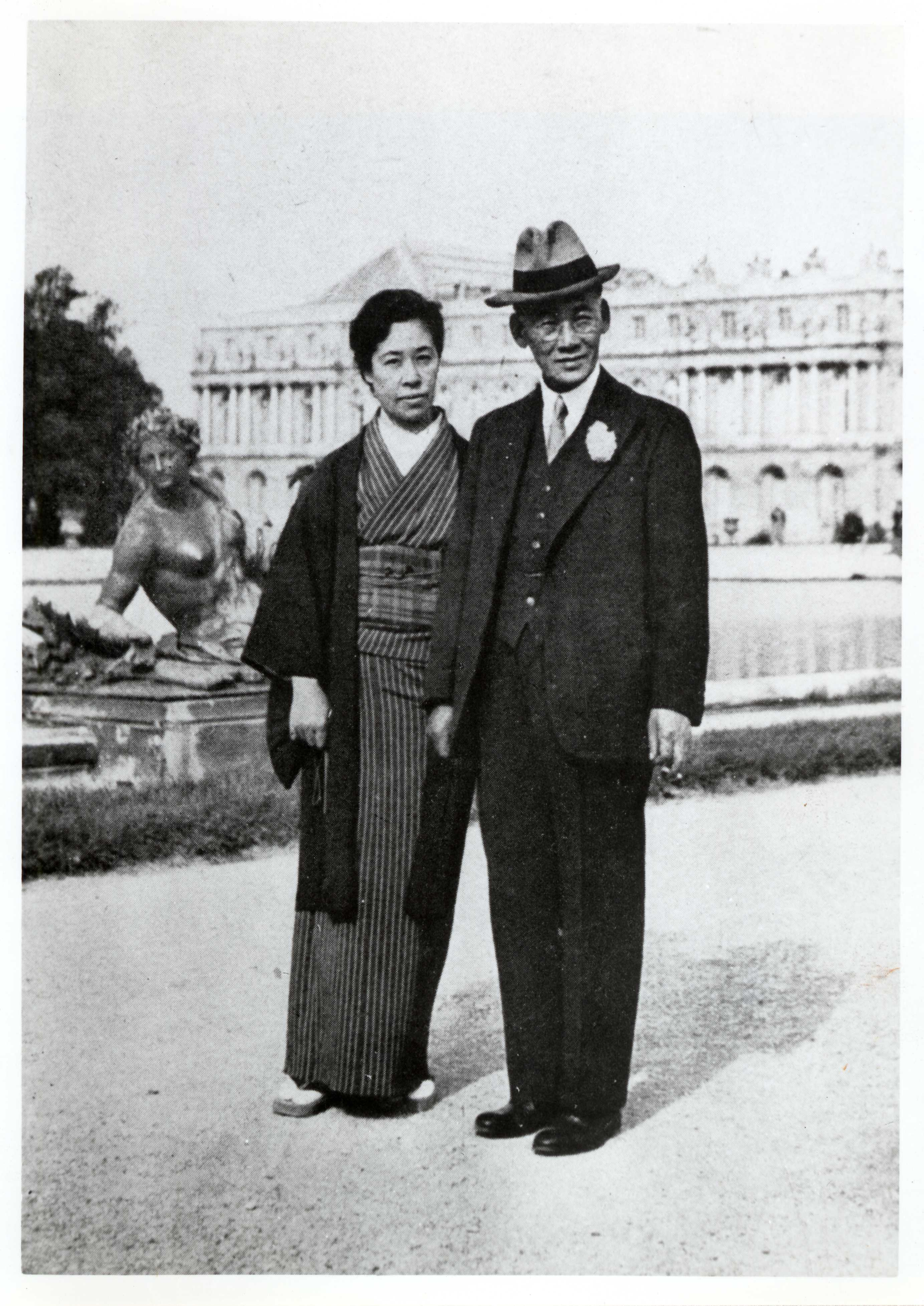
Okada mit Frau in Versailles (1930)

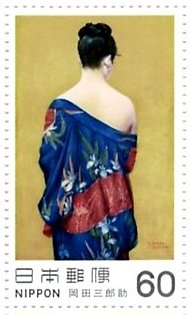
Das Schwertlilien-Gewand (1927) – Briefmarke 1986

Okada Saburōsuke (japanisch 岡田 三郎助; * 12. Januar 1869 in Saga; † 23. September 1939 in Tokio) war ein japanischer Maler des Yōga-Stils und Professor an der Tōkyō Bijutsu Gakkō, Vorläufer-Einrichtung der Universität der Künste Tokyo. 

## Leben
Okada Saburōsuke war der dritte Sohn des Vasallen des Nabeshima-Klans Ishio Takaki. Mit 18 Jahren wurde er von Okada Masazō als Erbe adoptiert. Er besuchte die Schule für westliche Malerei von Soyama Kihiko (曽山幸彦, 1860–1892), wurde 1891 Mitglied der Künstlervereinigung Meiji Bijutsu-kai und setzte nach dessen frühem Tod sein Studium bei Horie Masaaki (堀江正章, 1852–1932) an dessen Schule Daikikan (大幸館), das er 1893 abschloss. Im selben Jahr wechselte er unter Einfluss von Kuroda Seiki und Kume Keiichirō (久米敬一郎, 1866–1934) u. a. aus Frankreich zurückgekehrten Malern zur Freilichtmalerei. 1896 wurde er mit 27 Jahren Assistenzprofessor an der Abteilung für Westmalerei (Yōga) der Tōkyō Bijutsu Gakkō. Im selben Jahr wurde er auch Gründungsmitglied der Hakuba-kai. 1897 ging er mit einem Stipendium des Kultusministeriums nach Frankreich und bildete sich unter Raphaël Collin weiter. 
1902 kehrte Okada aus Frankreich zurück und wurde zum Professor ernannt. Mit 37 Jahren heiratete er die Tochter Yachiyo des Dramatikers Osanai Kaoru. 1907 wurde er Jury-Mitglied der ab diesem Jahr jährlich stattfindenden Kunstausstellung des Kultusministeriums, der Mombushō Tenrankai, (abgekürzt Bunten). 1912 gründete er zusammen mit Fujishima Takeji das „Hongo-Institut für Westliche Malerei“. 1920 wurde er Mitglied des „Kaiserlichen Akademie der schönen Künste“ (帝国美術院, Teikoku Bijutsu-in). 
1930 wurde er vom Kultusministerium nach Europa entsandt. 1934 wurde er Berater des Kaiserlichen Hofes in Kunstangelegenheiten (帝室技芸員). 1937 gehörte er zu den ersten Preisträgern des neu geschaffenen Kulturordens.

## Galerie

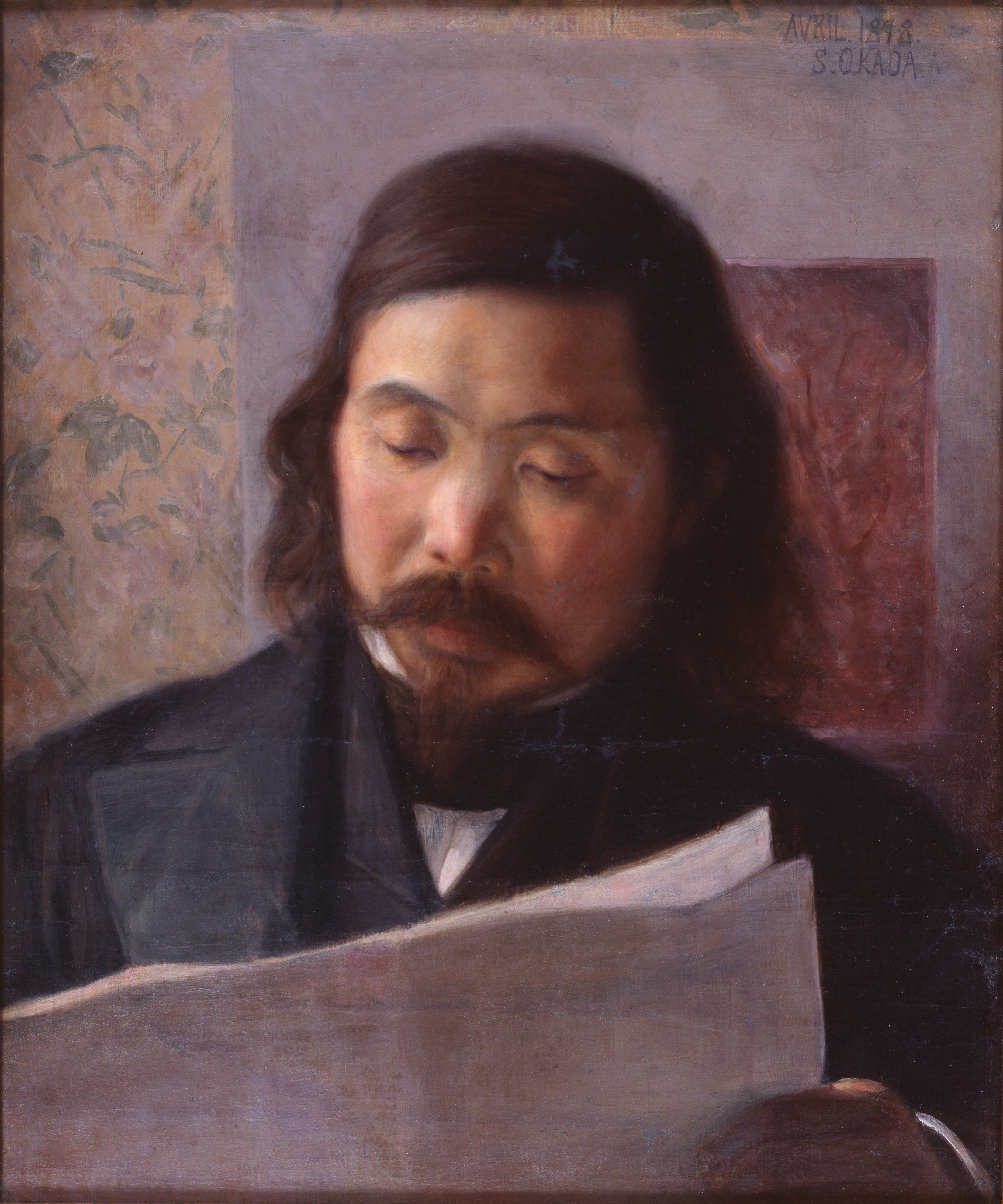
Portrait Okabe Jirō (1898)
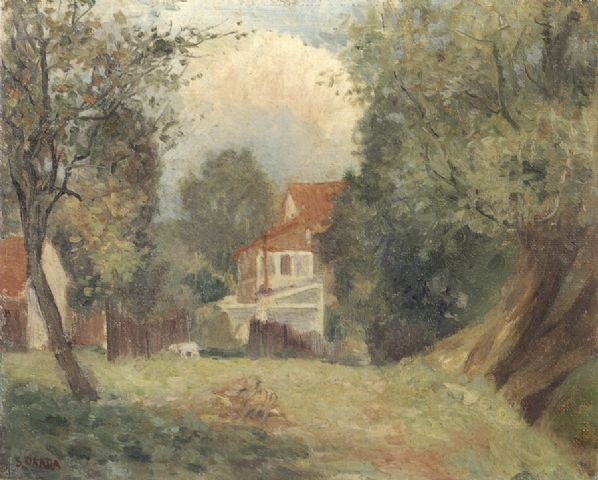
Ville-d’Avray (1899)
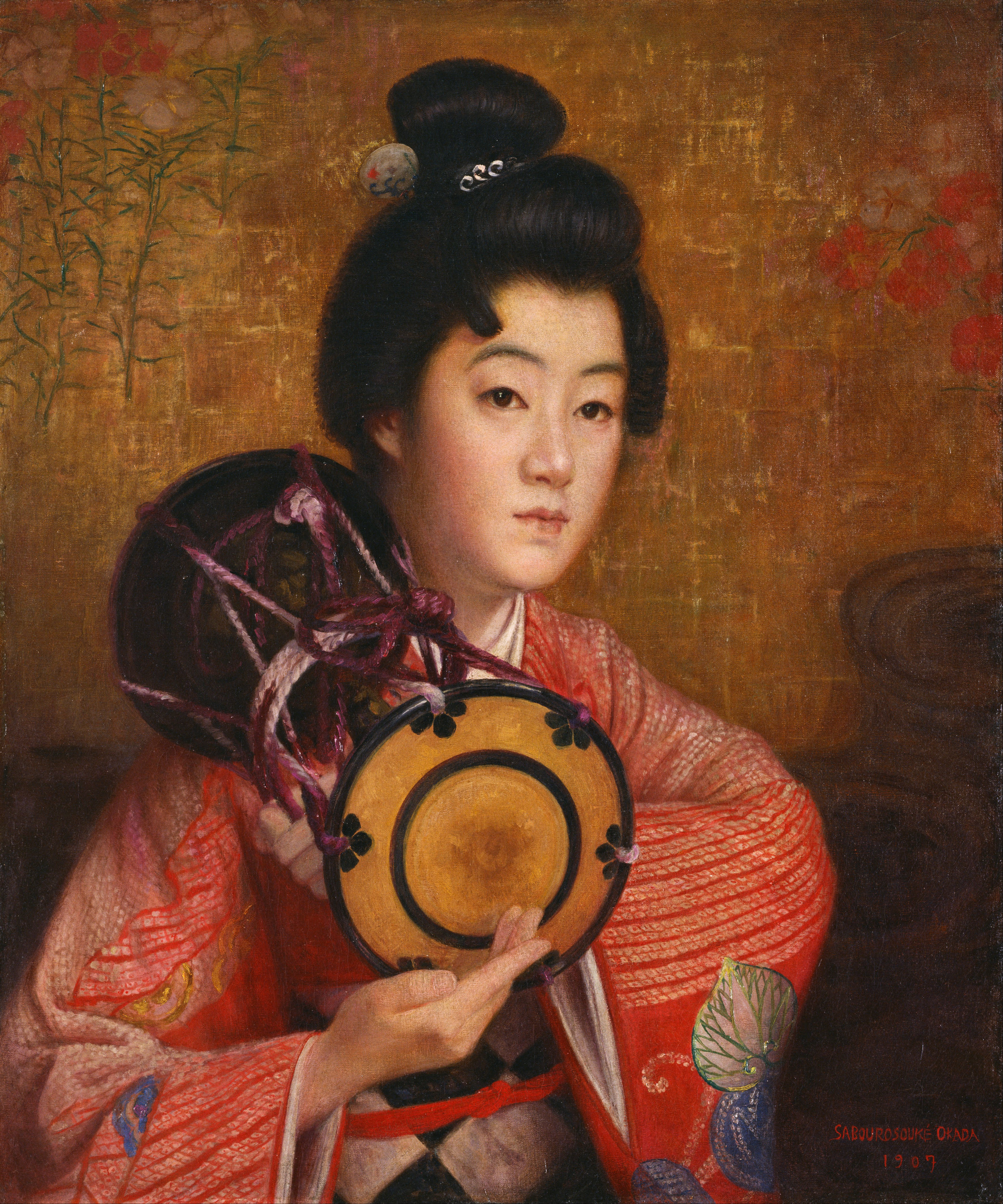
Eine Frau (1907)
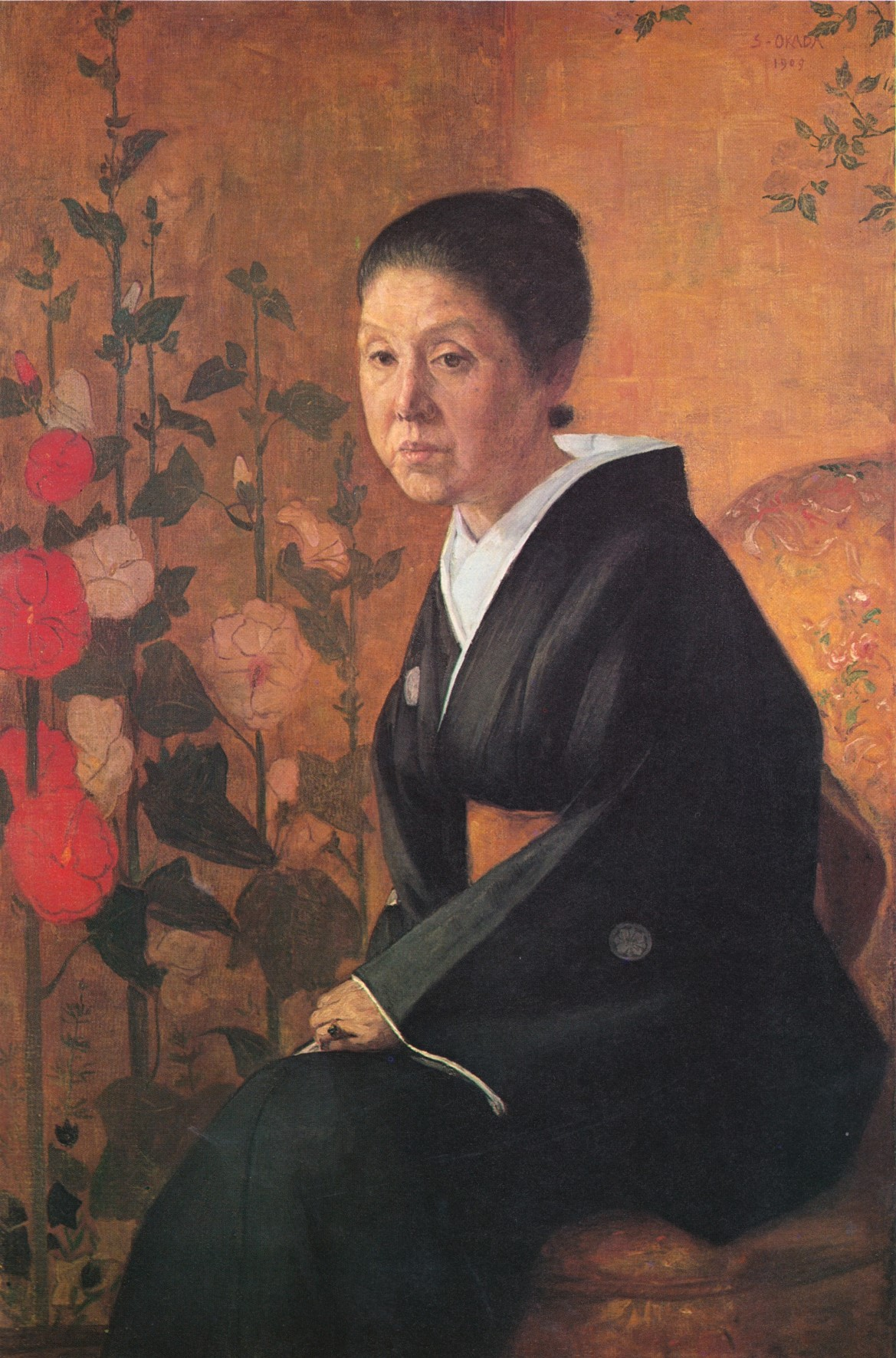
Ōkuma Shigenobus Frau (1909)
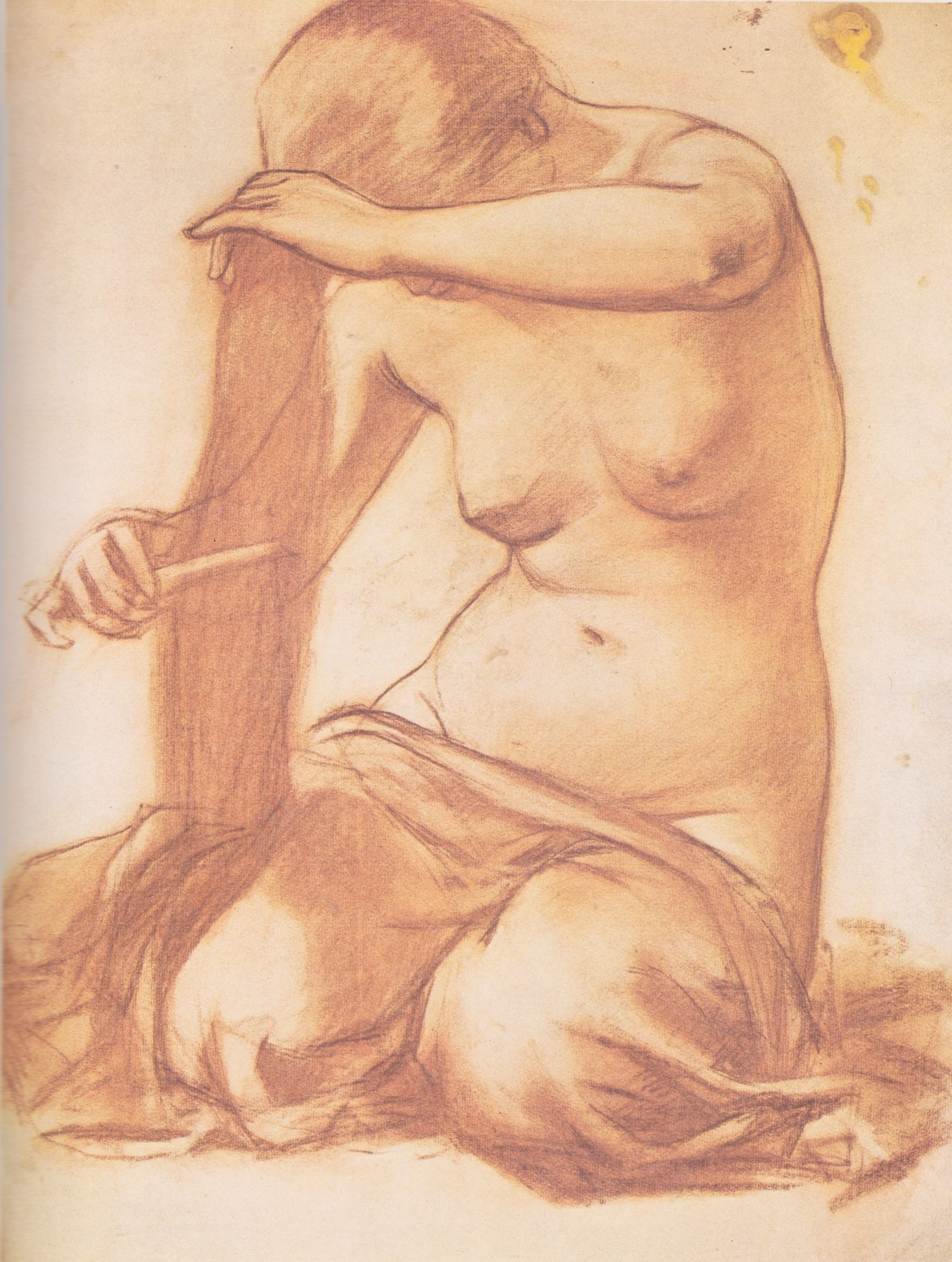
„Haare kämmen“ (Vorzeichnung 1918)
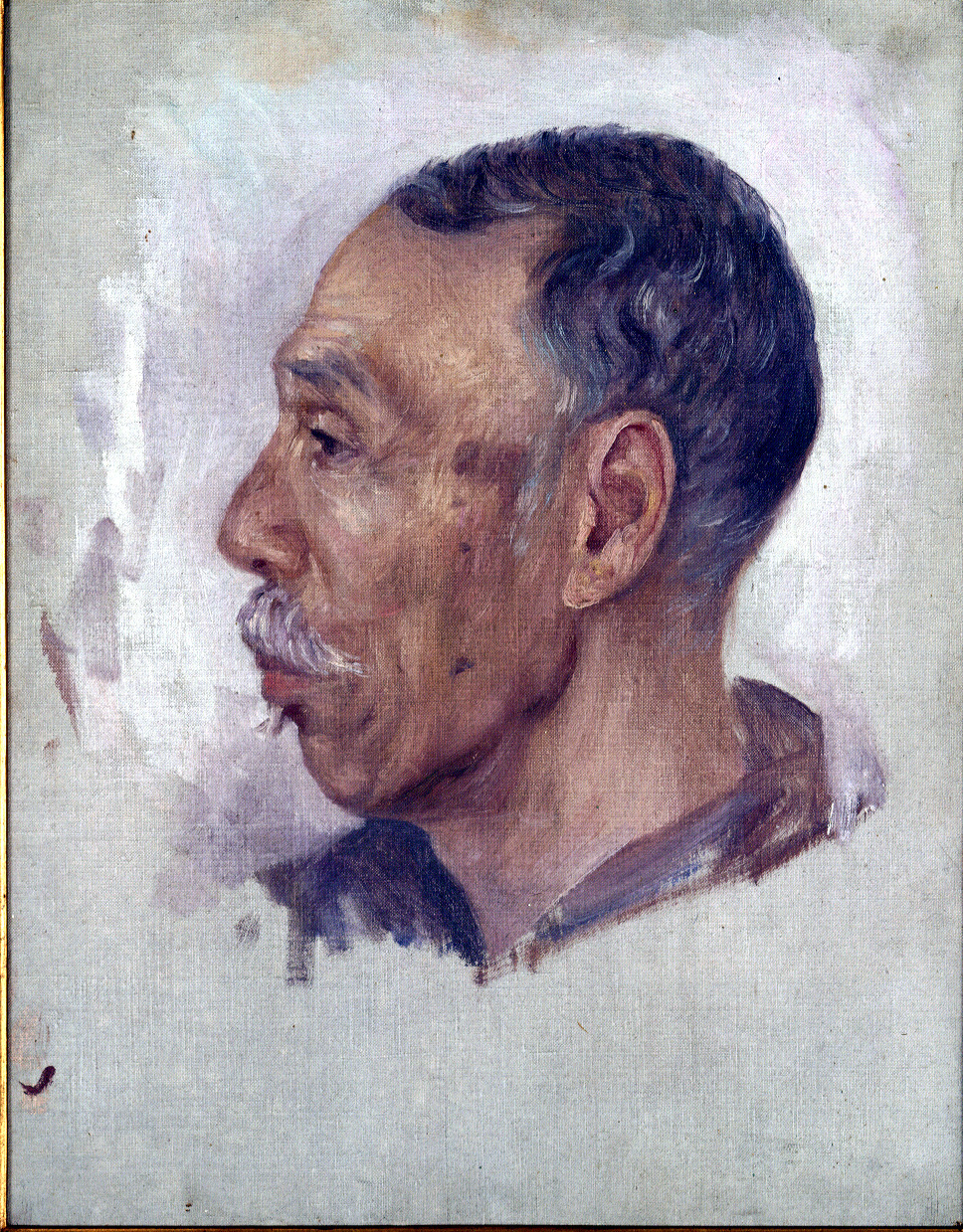
Porträt Yamagata Aritomo
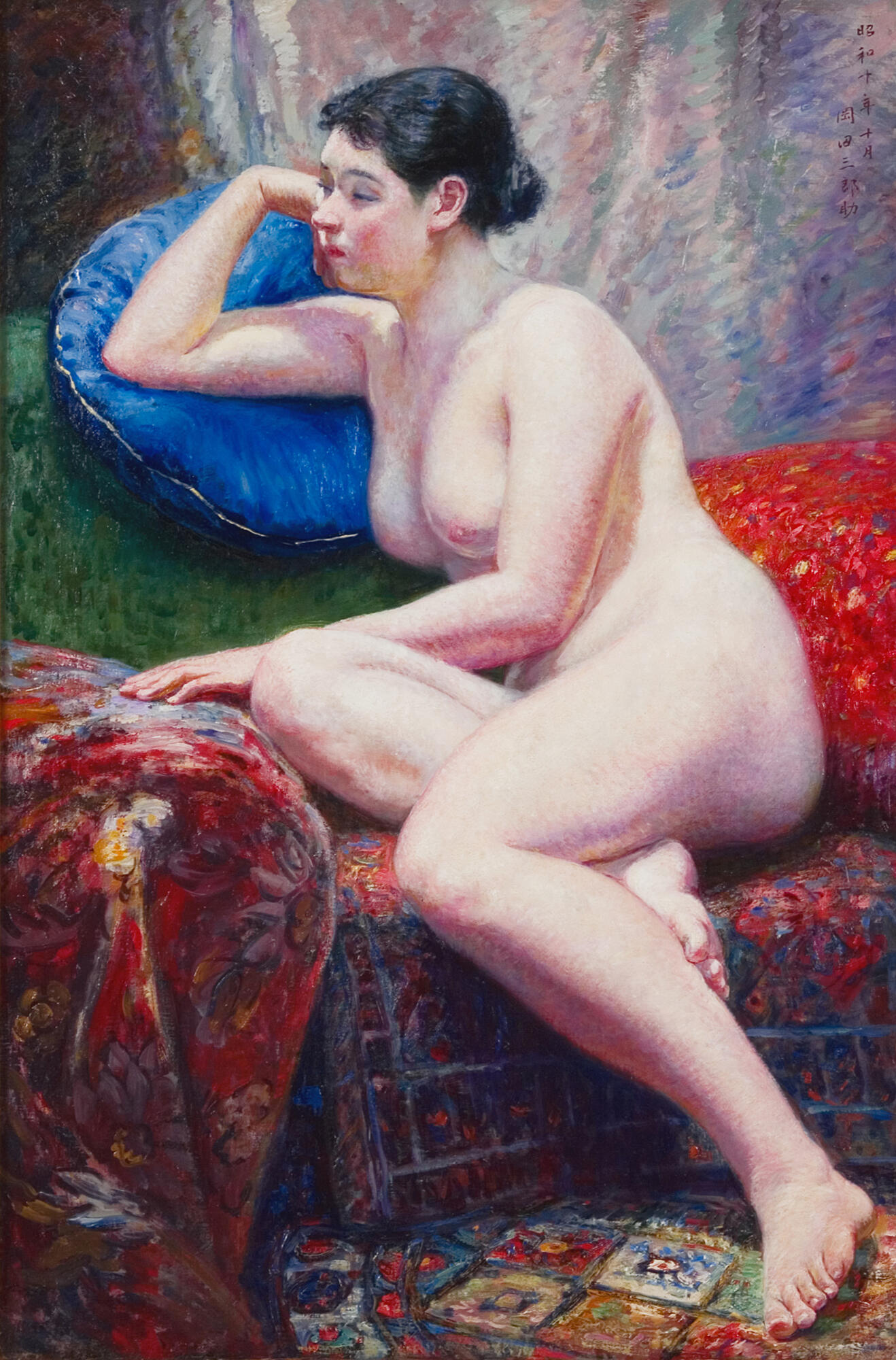
Akt (1935)